# Utopia (Lincoln Child)
Utopia is een techno-thriller en sciencefictionroman van Lincoln Child uit 2002.

## Verhaal
Het verhaal speelt zich af in een futuristisch attractiepark, genaamd Utopia, dat werkt met hologrammen en robots. Dr. Andrew Warne, de man die de robots ontwierp, wordt te hulp geroepen als er een groot probleem met de robots ontstaat en er vreemde ongelukken beginnen te gebeuren met de attracties in het park. Maar op het moment dat Warne aankomt, komt hij erachter dat het gehele park en alle 66.000 bezoekers van die dag worden gegijzeld door een zekere John Doe. Als niet aan de eisen van hem en zijn metgezellen wordt voldaan, zullen tienduizenden onschuldige mensen sterven.

## Werelden
Het Park "Utopia" is verdeeld in vijf werelden, met elk een eigen thema.
- Het Knooppunt: Een neutraal gebied, tussen de werelden in
- Gaslicht: Gebaseerd op het Londen van de 19e eeuw
- Camelot: Een middeleeuws kasteel
- Promenade: Een nabootsing van een strandpark
- Callisto: Een futuristische ruimtebasis bij de 6e maan van Jupiter
- Atlantis: Een waterpark gebaseerd op het vergane eiland (in het boek is Atlantis nog volop in aanbouw, in het laatste hoofdstuk, dat zich maanden na het verhaal afspeelt, is het wel af)

## Attracties
- Notting Hill Chase: Deze achtbaan in Gaslicht bestaat uit een rustig verlopende rit door Londen, totdat de paarden voor je koets op hol slaan, en het plotseling heel hard gaat. In de proloog is te lezen hoe deze achtbaan ontspoort en er een jongen ernstig gewond raakt.
- Professor Cripplewoods Kamer van fantastische illusies (HoloSpiegels): Een futuristisch doolhof dat gebruikmaakt van hologrammen en spiegels. John Doe probeert Sarah Boatwright (directrice van het park) te ontvoeren in dit doolhof.